# Communauté de communes du Rhin
Die Communauté de communes du Rhin (deutsch Verband der Gemeinden des Rheins) war ein französischer Gemeindeverband mit der Rechtsform einer Communauté de communes im Département Bas-Rhin in der Region Grand Est. Sie wurde am 31. Dezember 2001 gegründet und bestand aus sieben Gemeinden. Der Verwaltungssitz befand sich im Ort Rhinau.

## Historische Entwicklung
Am 1. Januar 2017 wurde der Gemeindeverband mit der Communauté de communes de Benfeld et Environs und der Communauté de communes du Pays d’Erstein zur neuen Communauté de communes du Canton d’Erstein zusammengeschlossen.

## Ehemalige Mitgliedsgemeinden
1. Boofzheim
2. Daubensand
3. Diebolsheim
4. Friesenheim
5. Gerstheim
6. Obenheim
7. Rhinau